# Grand Prix d'Antibes
Le Grand Prix d'Antibes est une course cycliste sur route disputée à Antibes de 1920 à 1939 puis de 1958 à 1987 pour les professionnels.

## Palmarès
| Année                                 | Vainqueur                             | Deuxième                              | Troisième                             |
| Épreuve courue par les professionnels | Épreuve courue par les professionnels | Épreuve courue par les professionnels | Épreuve courue par les professionnels |
| ------------------------------------- | ------------------------------------- | ------------------------------------- | ------------------------------------- |
| 1920                                  | Étienne Sassi                         | Charles Raimondi                      | Jules Bonhomme                        |
| 1921                                  | Napoléon Paoli                        | Robert Tripoul                        | Étienne Sassi                         |
| 1922                                  | Honoré Seasseau                       | Napoléon Paoli                        | Henri Ferrara                         |
| 1923-1924                             | non organisé                          | non organisé                          | non organisé                          |
| 1925                                  | François Urago                        | Paul Broccardo                        | Antoine Maffeï                        |
| 1926                                  | Sébastien Piccardo                    | Paul Broccardo                        | Louis Gras                            |
| 1927                                  | Antoine Ciccione                      | Marius Guiramand                      | Fred Oliveri                          |
| 1928                                  | Antoine Ciccione                      | Marius Guiramand                      | Vincent Carrara                       |
| 1929                                  | Fernand Fayolle                       | Egidio Cecchini                       | Marius Guiramand                      |
| 1930                                  | Louis Gras                            | Embarek Fliffel                       | Louis Minardi                         |
| 1931                                  | Louis Minardi                         | Omer Breuer                           | Marcel Ribero                         |
| 1932                                  | Louis Gras                            | Raoul Lesueur                         | Cesare Facciani                       |
| 1933                                  | Joseph Rolfo                          | François Ganora                       | Roland Fleuret                        |
| 1934                                  | Paolo Bianchi                         | Attilio Zanella                       | Dante Gianello                        |
| 1935                                  | Gabriel Ruozzi                        | Alfred Weck                           | Nello Troggi                          |
| 1936                                  | Alfred Weck                           | Giordano Maiano                       | Pierre Pastorelli                     |
| 1937                                  | Antoine Arnaldi                       | Joseph Magnani                        | Marius Rossi                          |
| 1938                                  | Joseph Magnani                        | Décimo Bettini                        | Emilio Croesi                         |
| 1939                                  | Antoine Arnaldi                       | Celestino Camilla                     | Victor Cosson                         |
| 1940                                  | Joseph Magnani                        | Bruno Carini                          | Gino Sciardis                         |
| 1941-1950                             | non organisé                          | non organisé                          | non organisé                          |
| 1951                                  | Jean Dotto                            | -                                     | -                                     |
| 1952-1957                             | non organisé                          | non organisé                          | non organisé                          |
| 1958                                  | Nino Defilippis                       | Joseph Groussard                      | Désiré Keteleer                       |
| 1959                                  | Jean Graczyk                          | Gilbert Bauvin                        | Tino Sabbadini                        |
| 1960                                  | Jean-Claude Annaert                   | René Fournier                         | Fernand Picot                         |
| 1961                                  | Gilbert Scodeller                     | Jean Graczyk                          | Michel Stolker                        |
| 1962                                  | Manuel Manzano                        | Piet Rentmeester                      | Gilbert Bellone                       |
| 1963                                  | Joseph Carrara                        | Claude Valdois                        | André Messelis                        |
| 1964                                  | Joseph Groussard                      | Raymond Poulidor                      | François Hamon                        |
| 1965                                  | Paul Gutty                            | Michel Grain                          | Jacques Cadiou                        |
| 1966                                  | Robert Lelangue                       | Maurice Izier                         | Pierre Beuffeuil                      |
| 1967                                  | Frans Aerenhouts                      | Albert Bourgeois                      | René Grelin                           |
| 1968                                  | José Catieau                          | Anatole Novak                         | Carmine Preziosi                      |
| 1969                                  | Raymond Delisle                       | Jean-Pierre Genet                     | Peter Head                            |
| 1970                                  | Cyrille Guimard                       | Jan Krekels                           | Jacques Guiot                         |
| 1971                                  | Frans Verbeeck                        | André Dierickx                        | Jean-Pierre Danguillaume              |
| 1972                                  | Willy Van Malderghem                  | Georges Barras                        | Matthijs de Koning                    |
| 1974                                  | Gerard Vianen                         | René Pijnen                           | Gustaaf Hermans                       |
| 1975                                  | Charles Rouxel                        | Bernard Hinault                       | Walter Planckaert                     |
| 1976                                  | Frans Verbeeck                        | Marcel Laurens                        | Roger Legeay                          |
| 1977                                  | André Dierickx                        | Bernard Thévenet                      | Mariano Martinez                      |
| 1978                                  | Jan Raas                              | Roger Rosiers                         | Joop Zoetemelk                        |
| 1979                                  | Jacques Esclassan                     | Jan Raas                              | Adri Schipper                         |
| 1980                                  | Jean-Luc Vandenbroucke                | Cees Priem                            | Hubert Mathis                         |
| 1981                                  | Daniel Willems                        | Jean-Luc Vandenbroucke                | Jacques Bossis                        |
| 1982                                  | René Bittinger                        | Didier Vanoverschelde                 | Patrick Friou                         |
| 1983                                  | Henk Lubberding                       | Bernard Bourreau                      | Ferdi Van Den Haute                   |
| 1985                                  | Ad Wijnands                           | Dag Otto Lauritzen                    | Pierre Bazzo                          |
| 1986                                  | Éric Boyer                            | Gilbert Duclos-Lassalle               | Dominique Lecrocq                     |
| 1987                                  | Gilbert Glaus                         | Charly Mottet                         | Frits Pirard                          |
| 1988-1989                             | non organisé                          | non organisé                          | non organisé                          |
| Épreuve courue par les amateurs       |                                       |                                       |                                       |
| 1990                                  | Lars Michaelsen                       | Birger Gauslaa                        | Brian Petersen                        |
| 1991                                  | Richard Vivien                        | Christophe Vercellini                 | Claude Carlin                         |
| 1992                                  | Richard Szostak                       | Danny Sullivan                        | Niklas Axelsson                       |
| 1993                                  | Jean-Michel Thilloy                   | Franck Morelle                        | Christian Thary                       |
| 1994                                  | Franck Laurance                       | Pascal Chignoli                       | Jean-Jacques Henry                    |
| 1995                                  | Frédéric Delalande                    | Fabrice Gougot                        | René Taillandier                      |
| 1996                                  | Frédéric Delalande                    | Noan Lelarge                          | Hervé Bonneton                        |
| 1997                                  | Olivier Martinez                      | Samuel Plouhinec                      | Stéphane Corlay                       |
| 1998                                  | José Medina                           | Benoît Poilvet                        | Alexandre Grux                        |
| 1999                                  | Olivier Trastour                      | Gilles Canouet                        | Sylvain Lavergne                      |
| 2000                                  | annulé                                | annulé                                | annulé                                |
| 2001                                  | Franck Bigaud                         | Franck Brucci                         | Rune Høydahl                          |
| 2002                                  | Samuel Plouhinec                      | Benoît Luminet                        | Nicolas Reynaud                       |
| 2003                                  | Guillaume Lejeune                     | Ludovic Renaud                        | Nicolas Dumont                        |
| 2004                                  | Antoine Perche                        | Yanto Barker                          | Thierry David                         |
| 2005                                  | Benjamin Johnson                      | Guillaume Lejeune                     | Julien El Farès                       |
| 2006                                  | Cédric Pineau                         | Olivier Martinez                      | Jean-Christophe Péraud                |
| 2007                                  | Kieran Page                           | Martial Ricci-Poggi                   | Jonathan Brunel                       |
| 2008                                  | Arnaud Depreeuw                       | Vincent Herbaut                       | Kévin Rinaldi                         |
| 2012                                  | Maxime Urruty                         | Florent Icard                         | Nicolas Philibert                     |
| 2013                                  | Thibault Athané                       | Julien Trarieux                       | Nicolas Philibert                     |
| 2014                                  | Jérémy Defaye                         | Nicolas Philibert                     | Julien Plumer                         |